# Ferramenta otimizada para punção segura para canulação da veia da retina
A Ferramenta Otimizada para Punção Segura para Canulação da Veia da Retina (SPOT-RVC) é um dispositivo médico miniaturizado e de alta precisão feito inteiramente de vidro para ser usado para injetar medicamentos nas veias da retina com precisão. SPOT-RVC tem 6 cm de comprimento e 1 mm de espessura e contém um pequeno canal fluídico, não mais largo que um fio de cabelo, bem como um mecanismo de lâminas flexíveis.